# Leptoseris scabra
Leptoseris scabra är en korallart som beskrevs av Vaughan 1907. Leptoseris scabra ingår i släktet Leptoseris och familjen Agariciidae. IUCN kategoriserar arten globalt som livskraftig. Inga underarter finns listade i Catalogue of Life.

## Bildgalleri

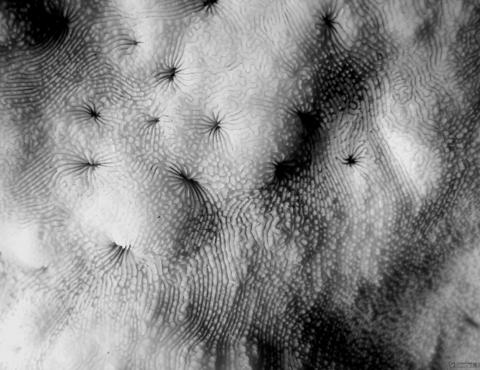
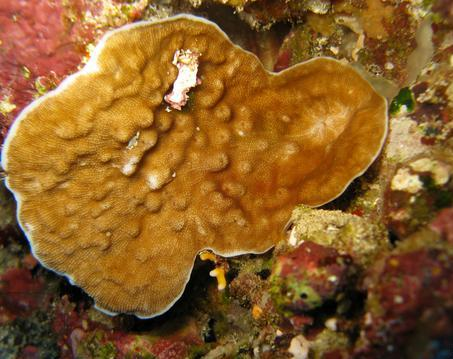
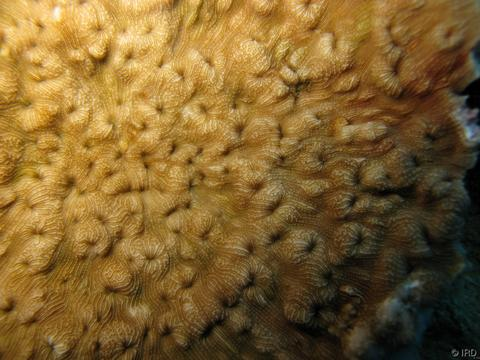